# Novácke chemické závody

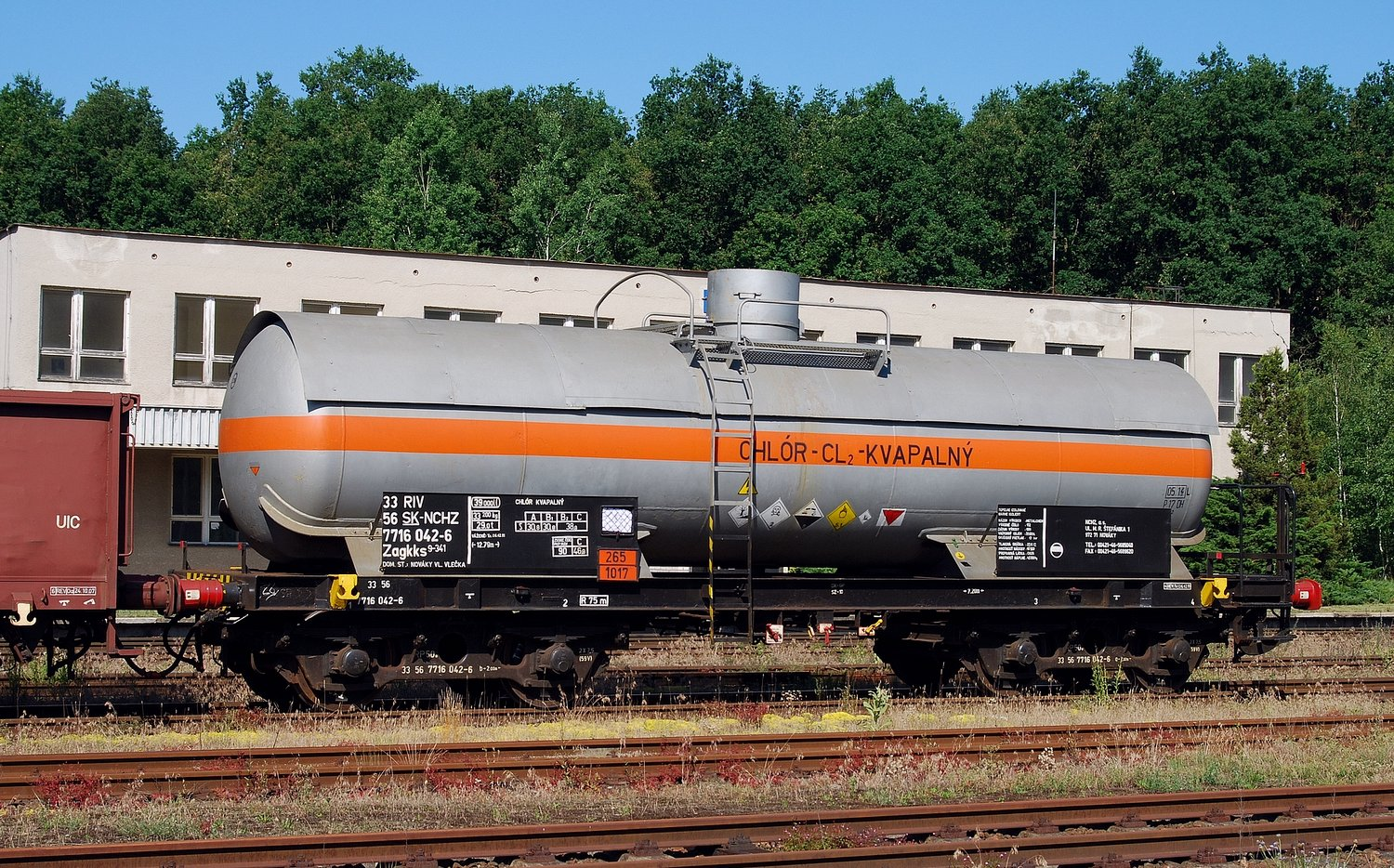
Vůz NCHZ na přepravu chloru

Novácke chemické závody (NCHZ) je slovenská společnost sídlící ve městě Nováky, která se zabývala výrobou chemikálií. V září 2009 na sebe společnost podala insolvenční návrh. V roce 2012 insolvenční správce prodal podnik NCHZ českému holdingu Via Chem Group. Část aktiv a závazků Via Chem obratem prodal, ještě téhož roku se jejich vlastníkem staly společnosti z českého holdingu Energochemica. Většinu zaměstnanců převzala společnost Fortischem.
Podle Evropské komise Fortischem získal prakticky celý podnik Novácke chemické závody (NCHZ) a je jeho hospodářským nástupcem, má tedy společně s NCHZ povinnost vrátit neslučitelnou státní pomoc, kterou dříve obdržel podnik NCHZ.